# Centre culturel international Oscar Niemeyer
Le centre culturel international Oscar Niemeyer (Centro Niemeyer), conçu par l'architecte brésilien Oscar Niemeyer, est un centre culturel ouvert en mars 2011 à Avilés dans les Asturies en Espagne, qui intègre les diverses manifestations artistiques et culturelles: expositions, musique, théâtre et danse, le cinéma, la nourriture, des mots, de l'éducation… Le centre bâti sur un terrain jouxtant l'estuaire, s'inscrit dans le contexte urbain de La Villa del Adelantado.

## Histoire

### Construction
La première pierre a été posée en 2008. La structure du bâtiment du musée a été construite en une heure environ, en raison de l'utilisation d'une technique pionnière pour les bâtiments culturels en Espagne.

### Ouverture et difficulté
Le centre est inauguré en décembre 2010, il est ouvert en mars 2011.
Après les élections locales et régionales de 2011, le nouveau gouvernement a remis en question le fonctionnement du complexe culturel.
Commence alors dans la rue et à travers le réseau social Facebook un mouvement de défense du projet qui deviendra le Yo apoyo al centro cultural internatcional oscar niemeyer (« Je soutiens la Centre culturel international Oscar Niemeyer »). Le mouvement ouvert à toute personne qui, quelle que soit ses orientations, appuierait ce qu’avait constitué le Centre Niemeyer dans sa première phase (à la fois culturellement et économiquement pour la ville et la région). Il a dû faire tout son possible pour montrer son indépendance envers tout parti politique.
Durant cette controverse, arrive le 15 décembre la fin de la période d’affectation dans l’utilisation des bâtiments Niemeyer Foundation Center ; faute de moyens pour y organiser des expositions, le centre est fermé. Un mois plus tard, le complexe culturel rouvre avec un nouveau projet et un autre nom.
À travers des manifestations, des campagnes de pétitions en ligne, des témoignages de soutien, des manifestes et d’événements culturels (dont certains d’audience nationale et internationale le mouvement de citoyens lutte pour maintenir le projet initial. Il obtient des entrevues avec divers partis politiques, syndicats et associations professionnelles.
Dès lors de nombreuses personnalités du monde de la culture et les médias déclarent leur soutien au centre Niemeyer via les réseaux sociaux ou la signature du manifeste, etc.
Quelques mois plus tard, après les élections anticipées de la Principauté des Asturies, le nouveau gouvernement régional décide de récupérer la Fondation du centre Niemeyer et le projet original. Le centre Niemeyer rouvre en tant que tel le juin 21 juin 2012, avec le replacement de la plaque portant son nom d’origine.

## Parti architectural
Ce centre est la première réalisation d'Oscar Niemeyer en Espagne, et à son avis sa plus importante en Europe pour un coût de 43 millions d'euros.

### Le programme et sa configuration

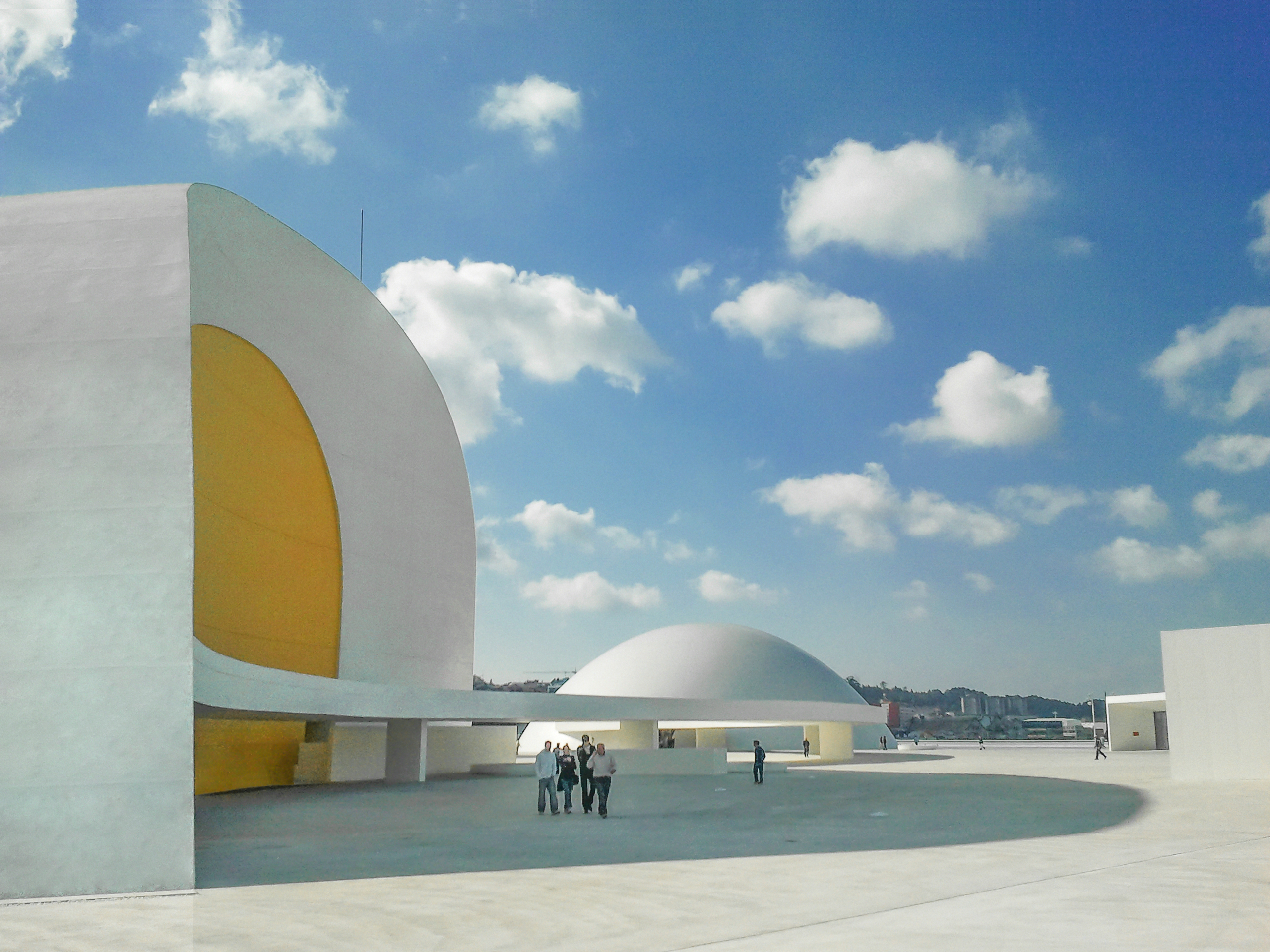
La place de la Coupole en arrière-plan.

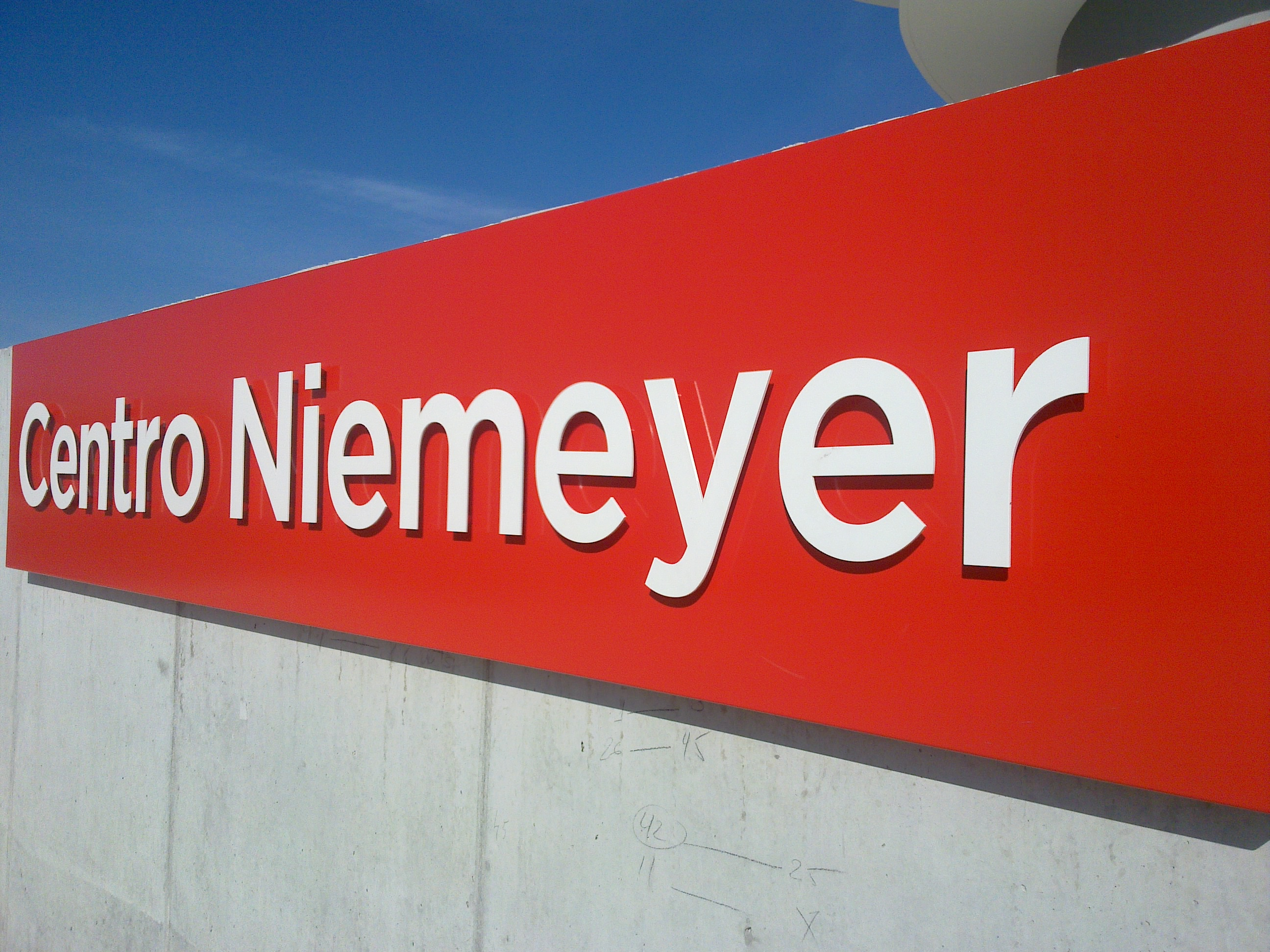
Logo basée sur les couleurs de l'œuvre d'Oscar Niemeyer

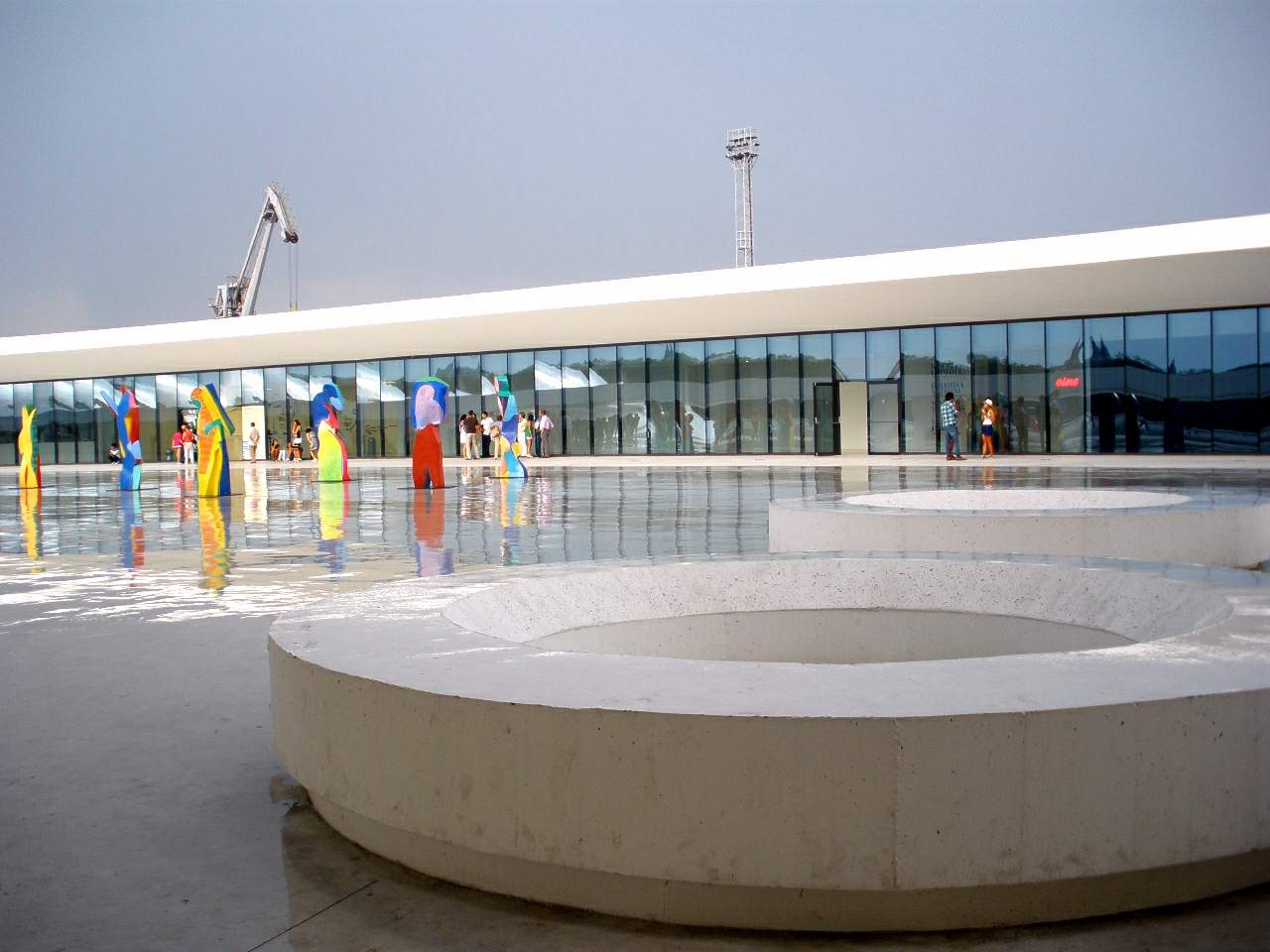
Bâtiment multifonctionnel

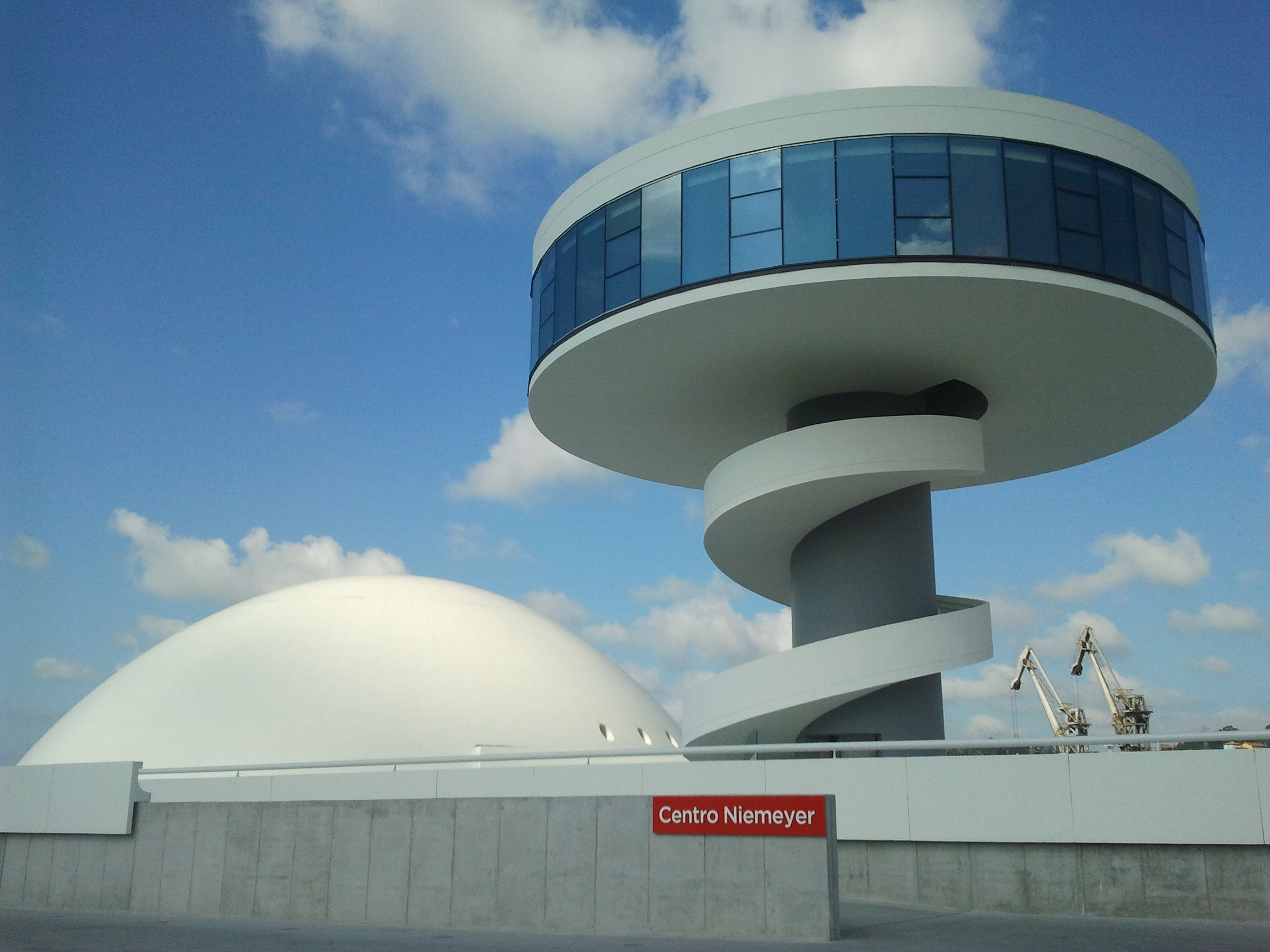
Tour sur le fleuve.

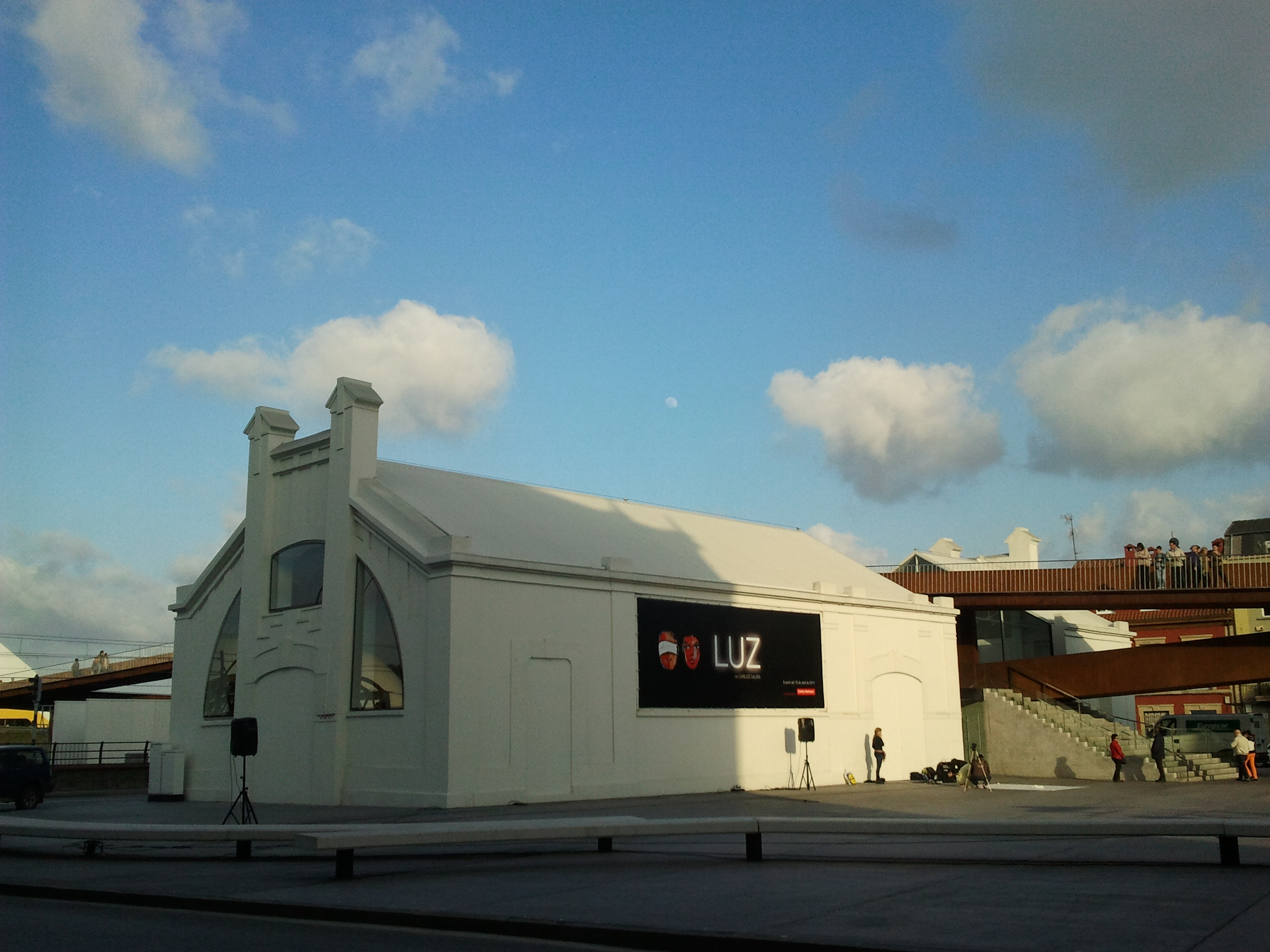
Réception Visitor Center, le fonds La grapa

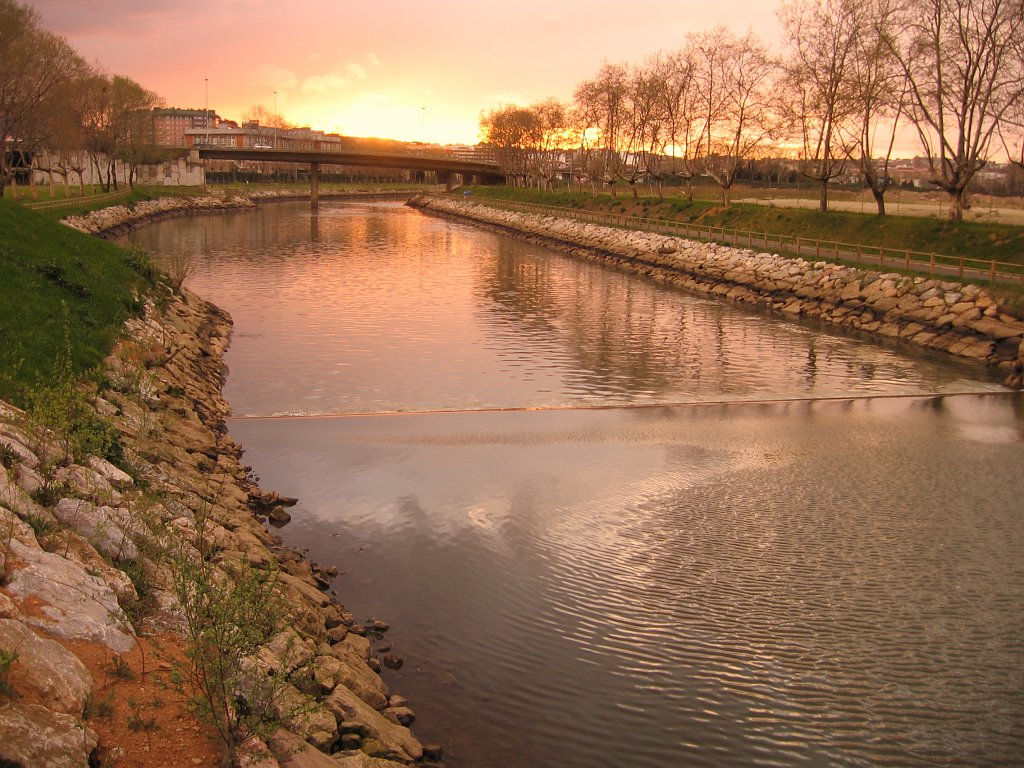
Route jusqu'à la rivière après sa conversion

Le centre dispose de cinq parties distinctes et complémentaires :
- la place, à ciel ouvert ;
- l'auditorium : comprenant également un club et une deuxième galerie foyer d'expositions dans le hall ;
- la coupole : lieu d'exposition ;
- la tour belvédère : restaurant et bar ;
- l'édifice polyvalent : avec le centre cinématographique, les salles de réunion, une crèche et un bar.

### L'impact sur la ville post industrielle: «effet Niemeyer»
En dehors de son contexte culturel, le Centre culturel d'Avilés est un important élément de l'environnement. Il est l'élément central d'un large processus de régénération urbaine qui va changer l'ensemble de la ville et de ses abords. Il va être situé sur une île créée sur la rivière Avilés, non loin de la zone industrielle. Cela aidera dans le processus de régénération de la ville. Les autorités sont maintenant en train de planifier un ensemble de changements, comme l'élimination du trafic lourd de la zone portuaire (où le centre sera situé) et en remplacement la création de sports et de loisirs. Des nouveaux projets sont maintenant rejetés car non compatibles avec la construction du Centre. Cette zone est appelée maintenant, L'île de l'innovation.

## Centre de connaissances
La vision de son créateur est basée sur trois piliers : l'éducation, la culture et de la paix. Le Centre Niemeyer est conçu comme un aimant capable de réunir ces trois éléments, capables d'attirer les talents.

### G8 de la culture
À cet égard, en décembre 2007, le Centro Niemeyer a organisé le premier Forum mondial des centres culturels à Avilés (aussi connu comme le G8 de la Culture), qui a participé en tant que permanents, au Lincoln Center de New York, au Barbican Centre à Londres, l'Opéra de Sydney, le Centre Pompidou à Paris, la Bibliothèque d'Alexandrie, le Tokyo International Forum et de Hong Kong Cultural Centre.
Mais le centre n'a pas la prétention d'être juste une passerelle vers le meilleur de la culture universelle, mais aussi une usine de production de contenu.

### Centre cinématographique
L'une des activités permanentes du centre Niemeyer sera le centre cinématographique, d'après la proposition que Woody Allen a faite au gouvernement de la Principauté des Asturies à la suite de ses diverses visites. Le réalisateur a ainsi apporté son soutien au centre. De ces occasions multiples il a inclus des images dans son premier film tourné en Espagne : Vicky Cristina Barcelona. Il a également joué de la clarinette avec le New Orleans Jazz Band lors du concert inaugural devant un public de 10 000 personnes. En octobre 2008, la presse révèle que l'European Film Academy Film Center collaborera avec le centre Niemeyer d'Avilés.

### Autres arts
L'éducation, de la musique, le théâtre, la danse, de la nourriture

## Fondation Centre Culturel International Oscar Niemeyer
Le Centre sera un pôle d'attraction pour les talents, les érudits et les créateurs. Il est également destiné à la promotion de productions locales. Il aura un fort accent mis sur la collaboration avec les autres centres culturels. En décembre 2007, la fondation du Centre a organisé le premier concours mondial Forum international de centres culturels à Avilés, (également connu sous le nom de G8 de la Culture). Les participants : Lincoln Center de New York (États-Unis), Barbican Centre de Londres (Royaume-Uni), Opéra de Sydney, Centre Georges Pompidou de Paris (France), Bibliothèque d'Alexandrie, Tokyo International Forum (Japon) et Hong Kong Cultural Center (Chine) et le Centre culturel Oscar Niemeyer, des Asturies (Espagne).
Le Centre collaborera également avec les London School of Economics, Old Vic théâtre de Londres et CaixaForum (La Caixa).

### Conseil consultatif international
Parmi les membres du Conseil du Centre Niemeyer, nous trouvons : Woody Allen, Paulo Coelho, Vinton Cerf, Stephen Hawking et José Andrés.

### Activités du Centre culturel
Même avant l'achèvement des travaux, la Fondation a réalisé diverses annexes. Certaines de ces activités ont été:
- La première de El sueño de Casandra, réalisé par Woody Allen
- Future collaboration avec le Old Vic, théâtre de Londres[20].
- 20e anniversaire de L'Alchimiste, de Paulo Coelho, au théâtre Palacio Valdés. L'événement a également été retransmis par internet [21].
- Fatima Mernissi, 2008

La présentation inaugurale de son programme au printemps de 2011, a causé une grande émotion. 10 000 invitations ont été émises pour le concert d'ouverture de Woody Allen et The New Orleans Jazz Band.

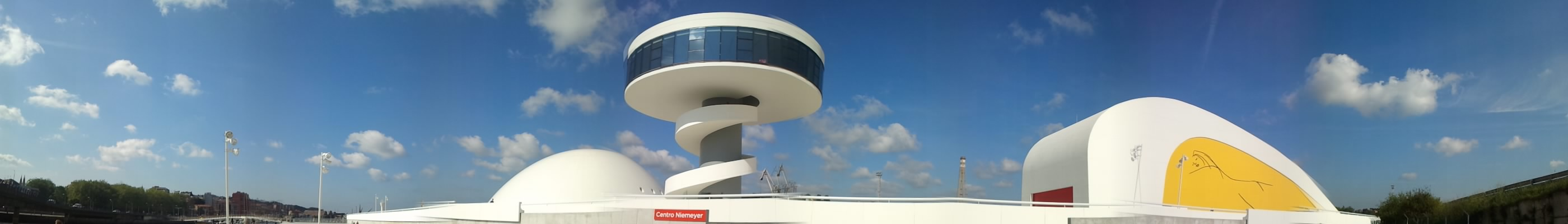
Le Centre culturel international Oscar Niemeyer

## Distinctions
Prix récompensant l’œuvre architecturale :
- Meilleur projet national à Barcelona Meeting Point[22]

- Meilleur projet de développement urbain au "Éxito Empresarial en Asturias" prix[23]

- Icône Asturies aujourd'hui choisis par les lecteurs de la revue El Comercio (2011)[24]

- 2e prix dans la catégorie des plaques de plâtre dans le VIII Saint-Gobain Gypsum International Trophy Awards. Juin 2012[25]

Prix récompensant l’activité culturelle :
- Prix du Public Festival de Jeréz 2012 au "UTOPÍA" de María Pagés (co Centro Niemeyer)[26]

## Galerie d'images

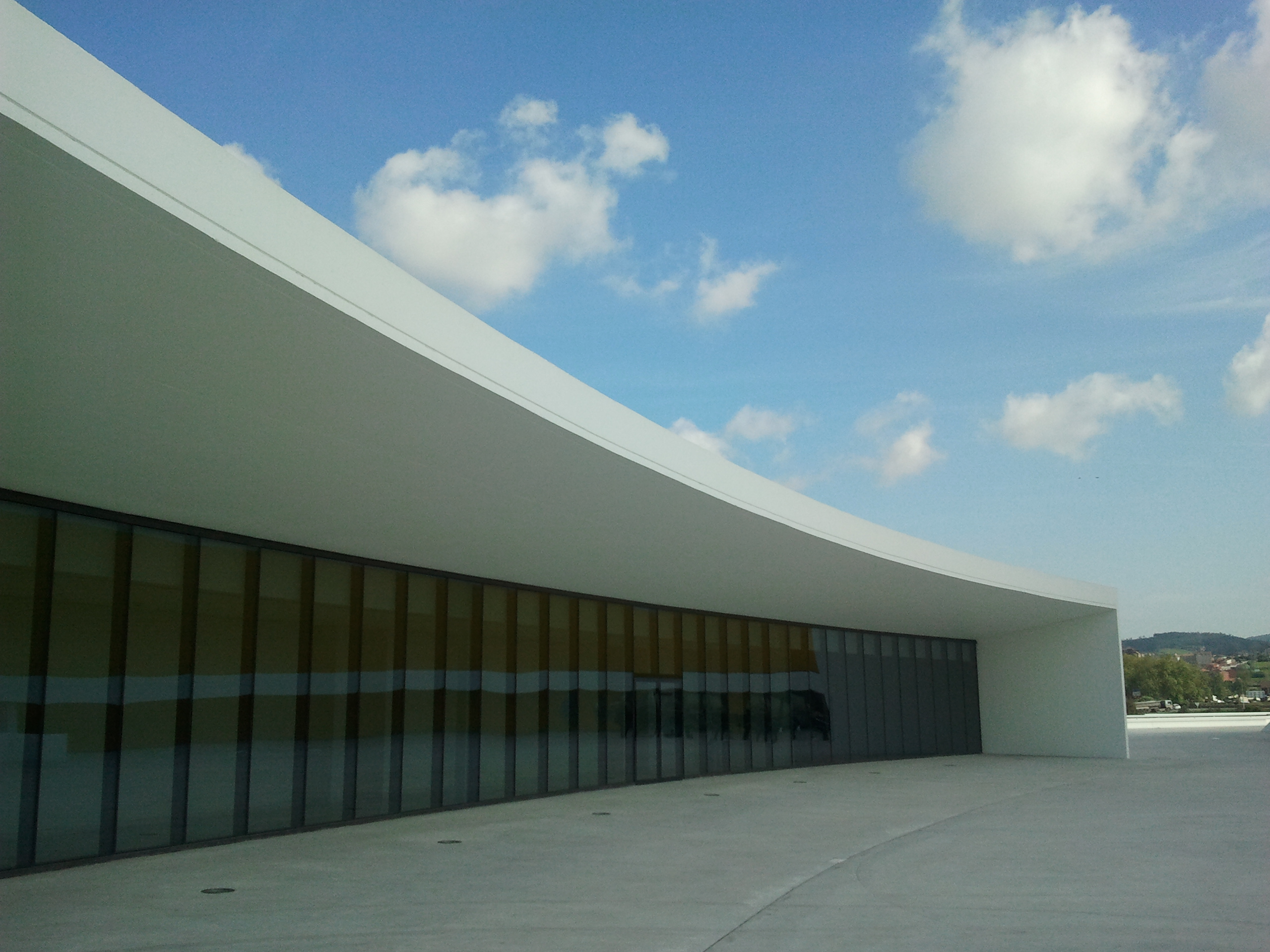
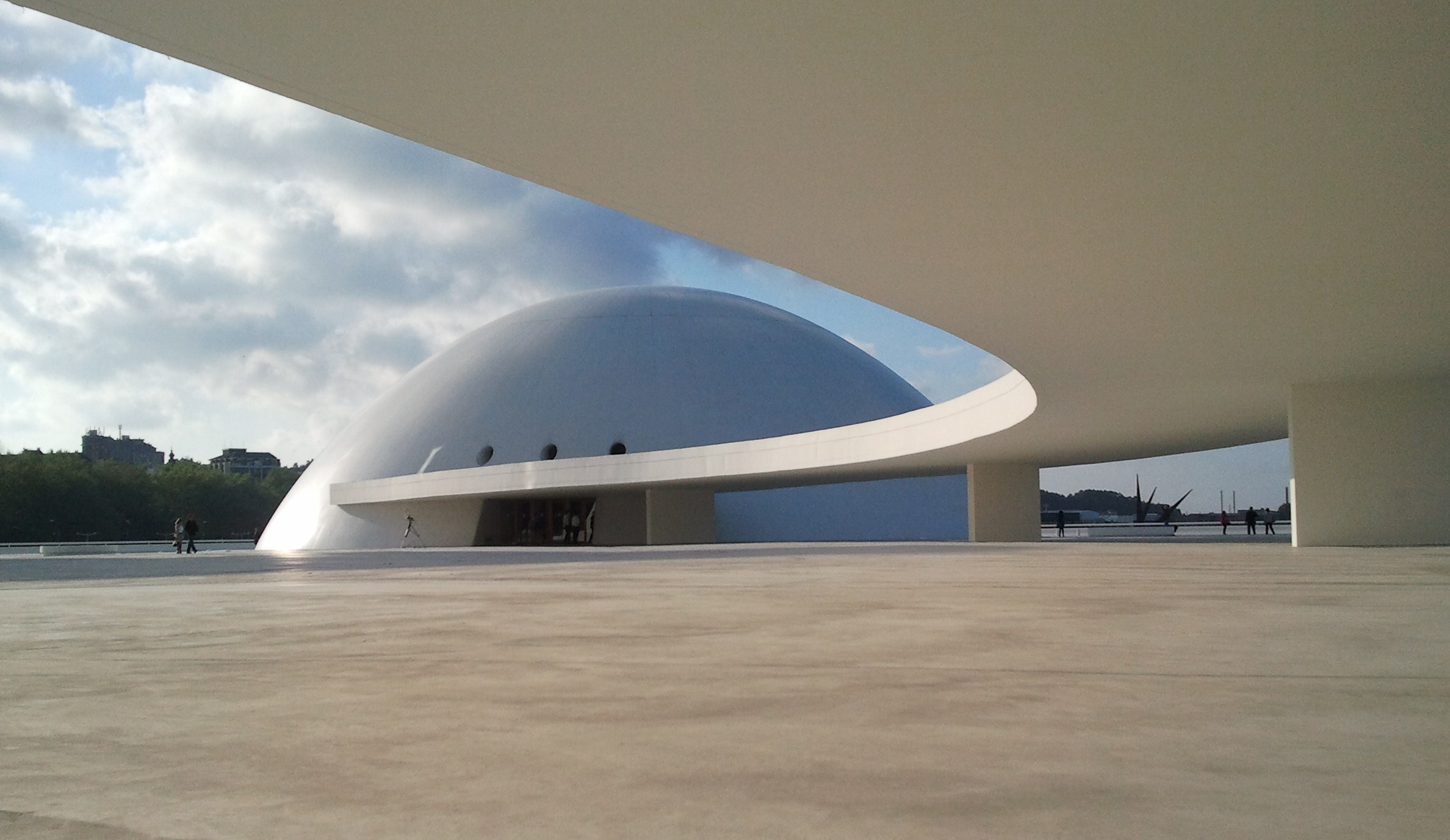
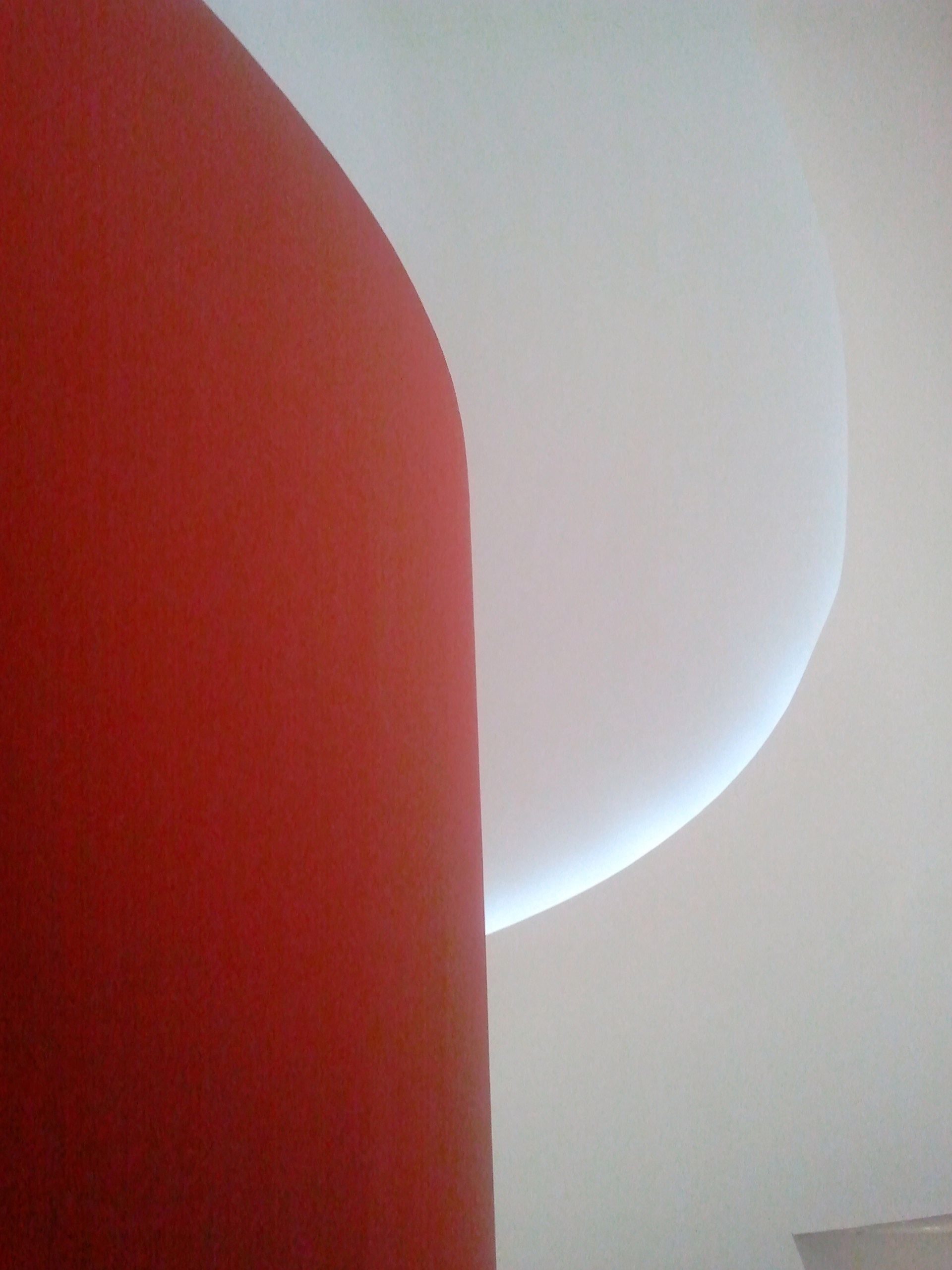
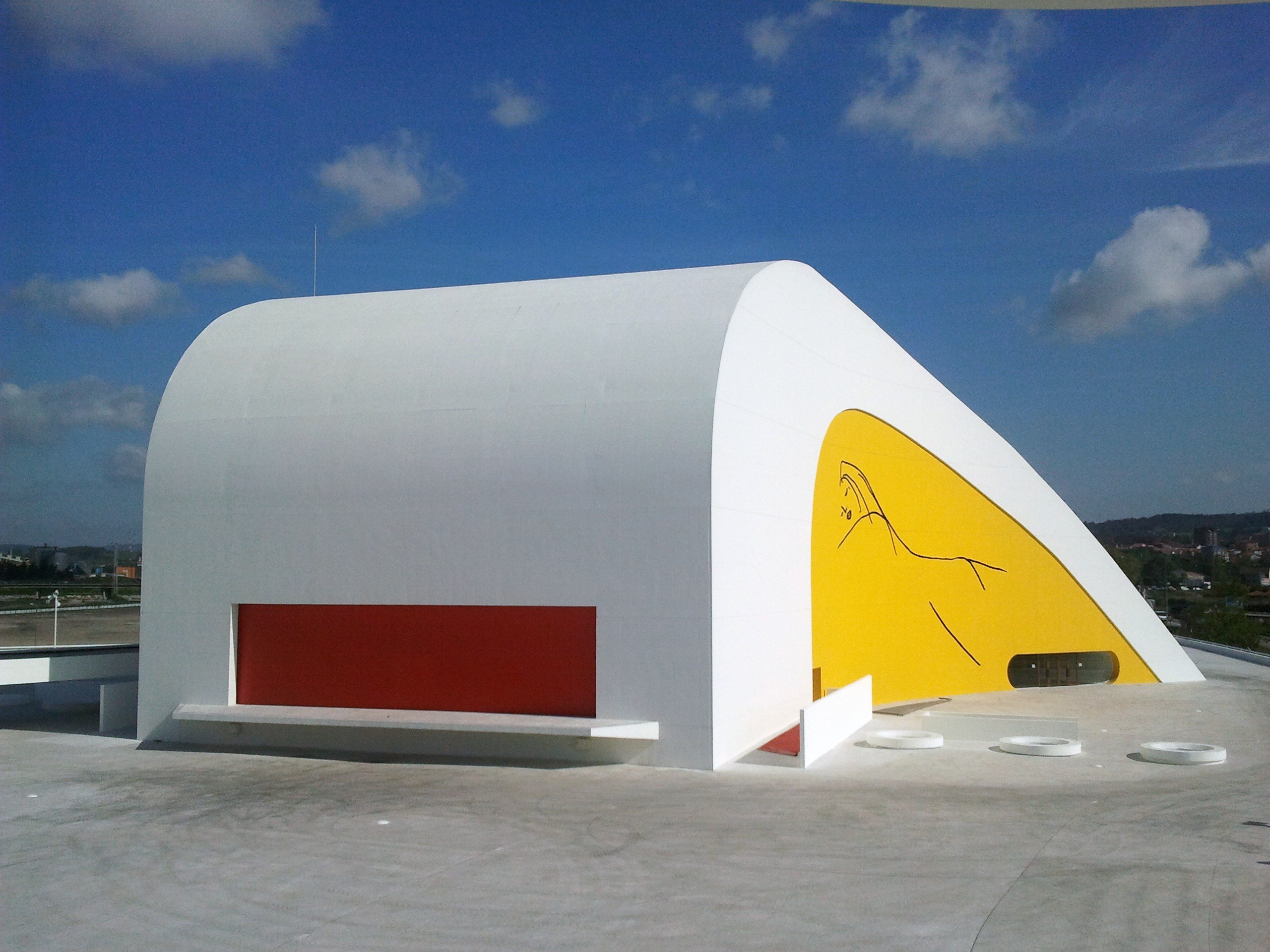
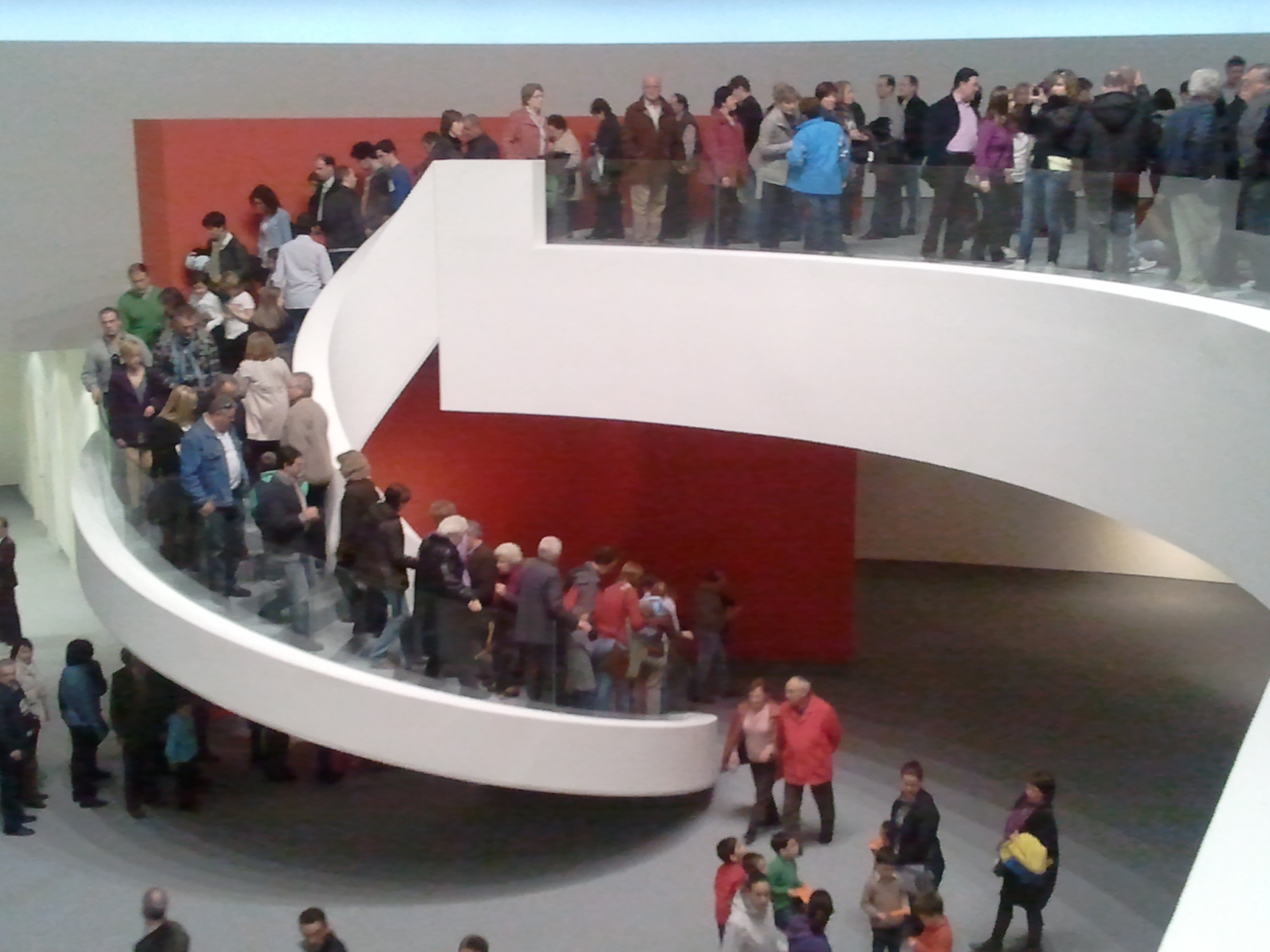
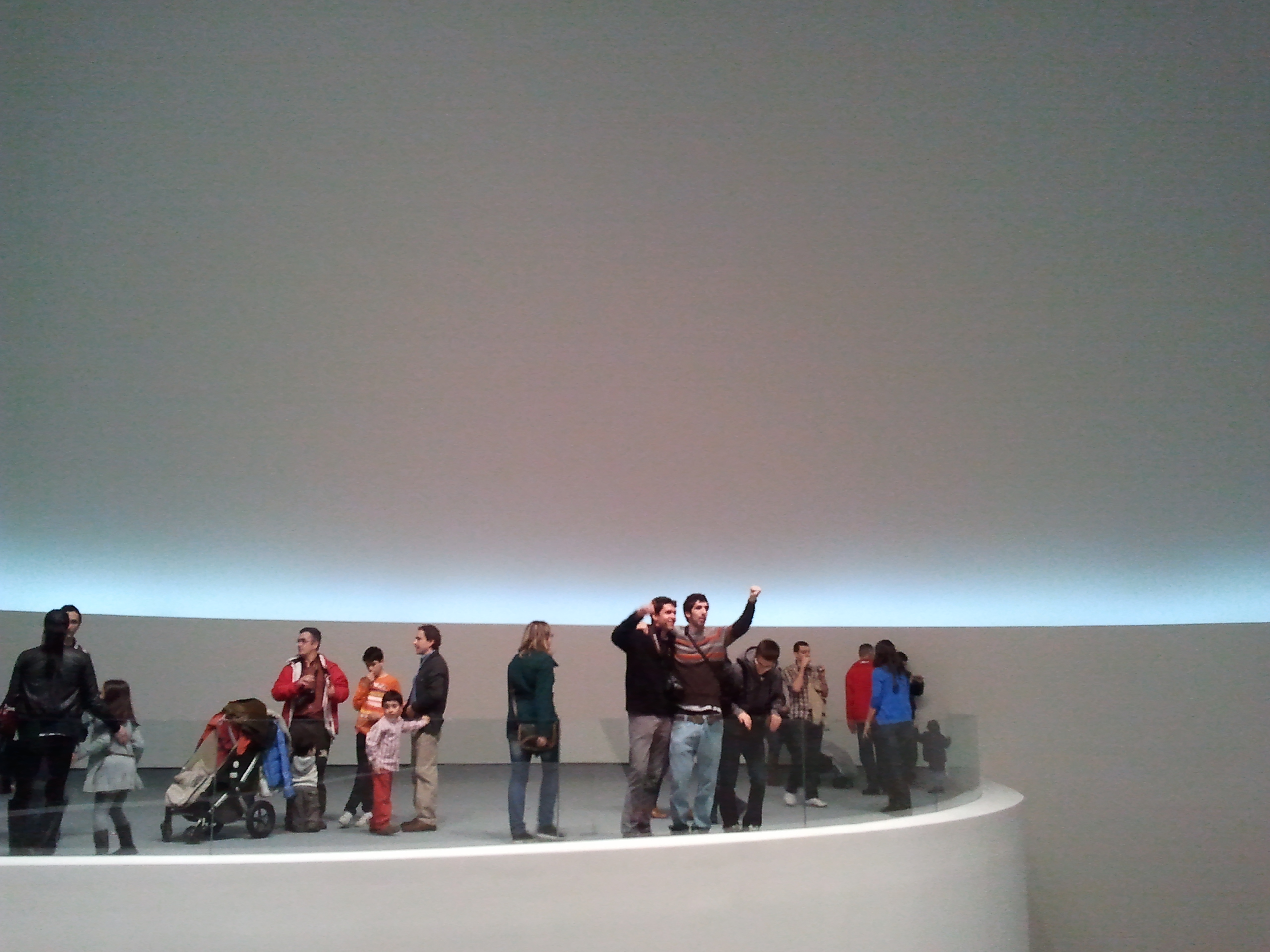
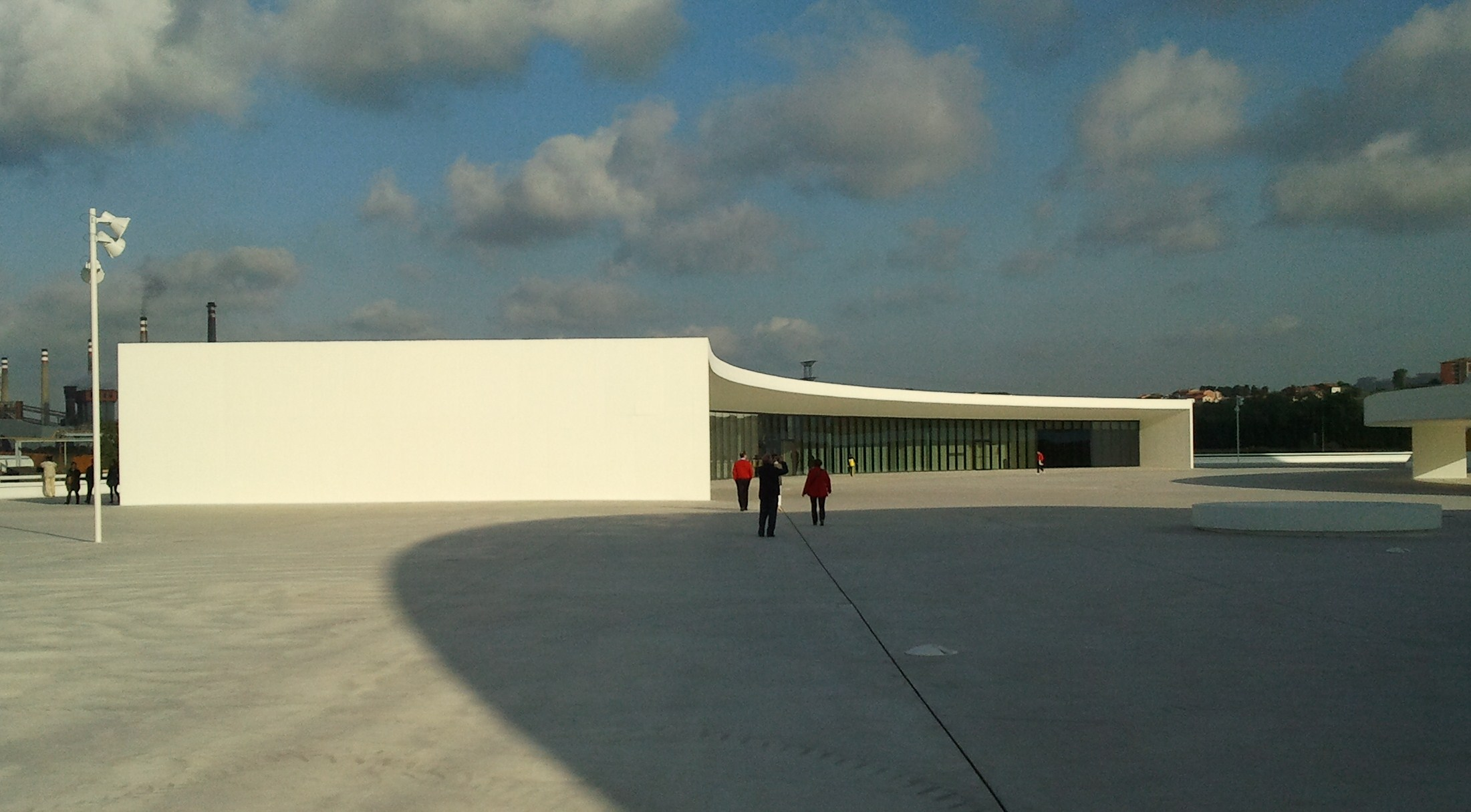
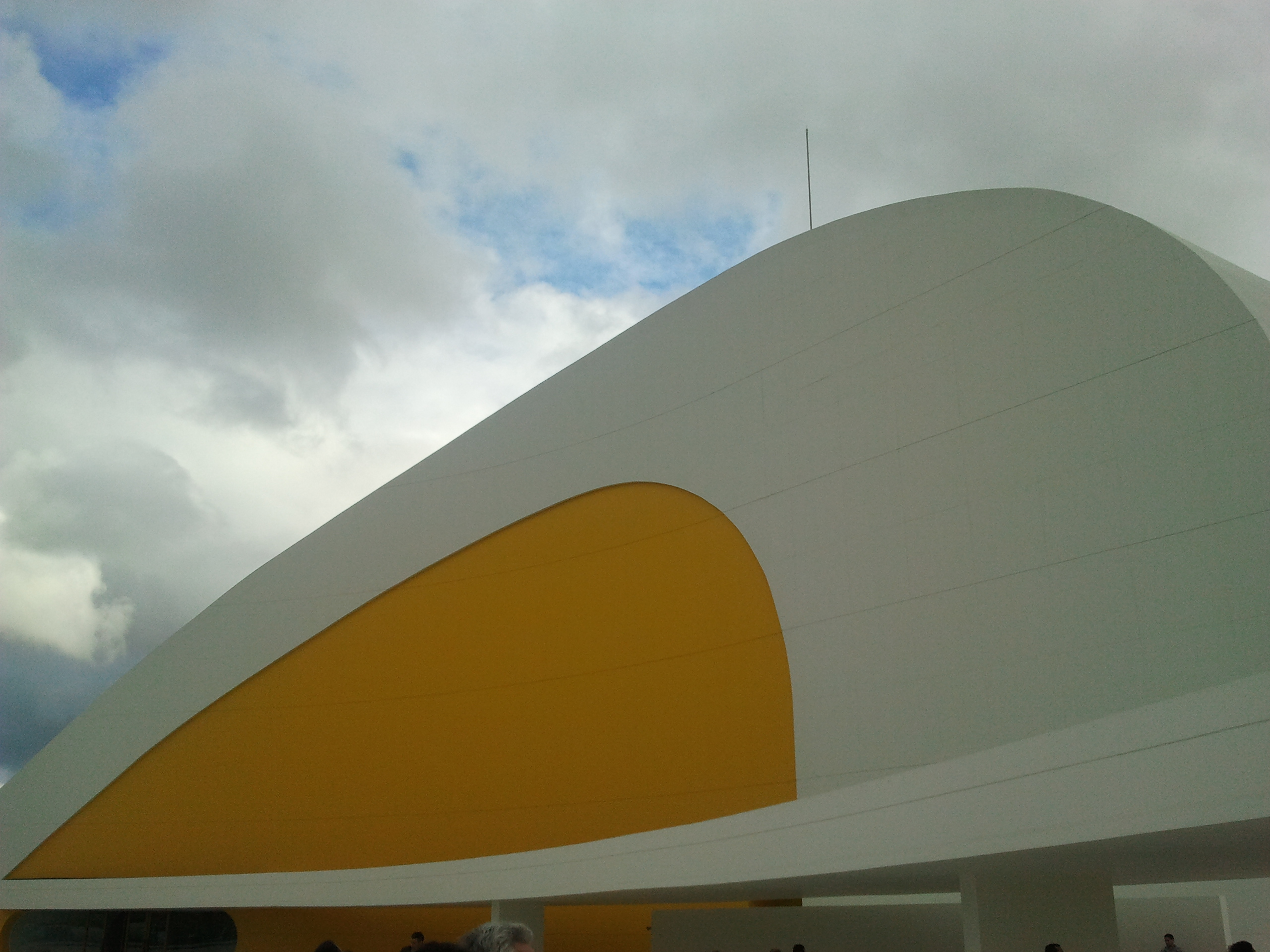
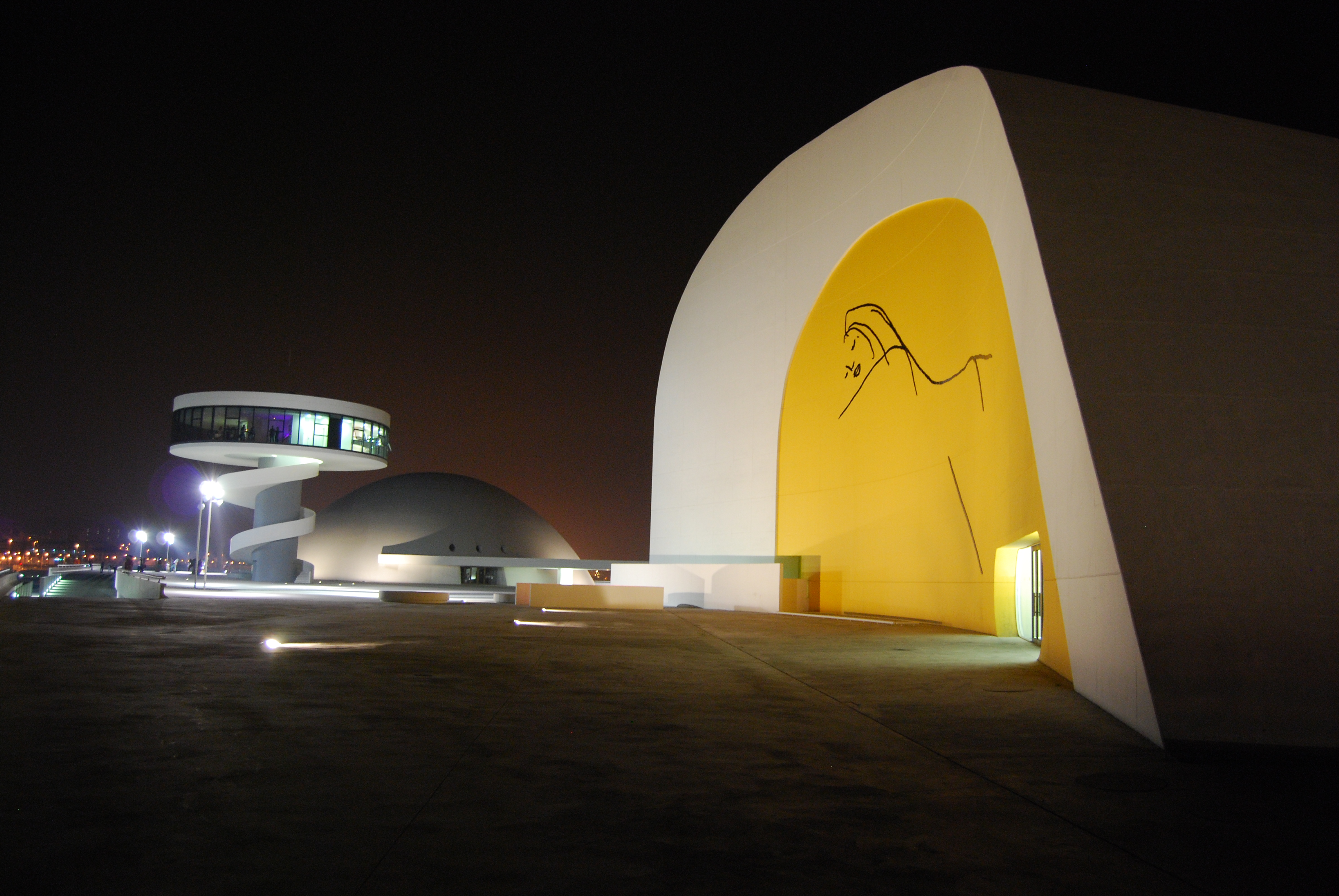
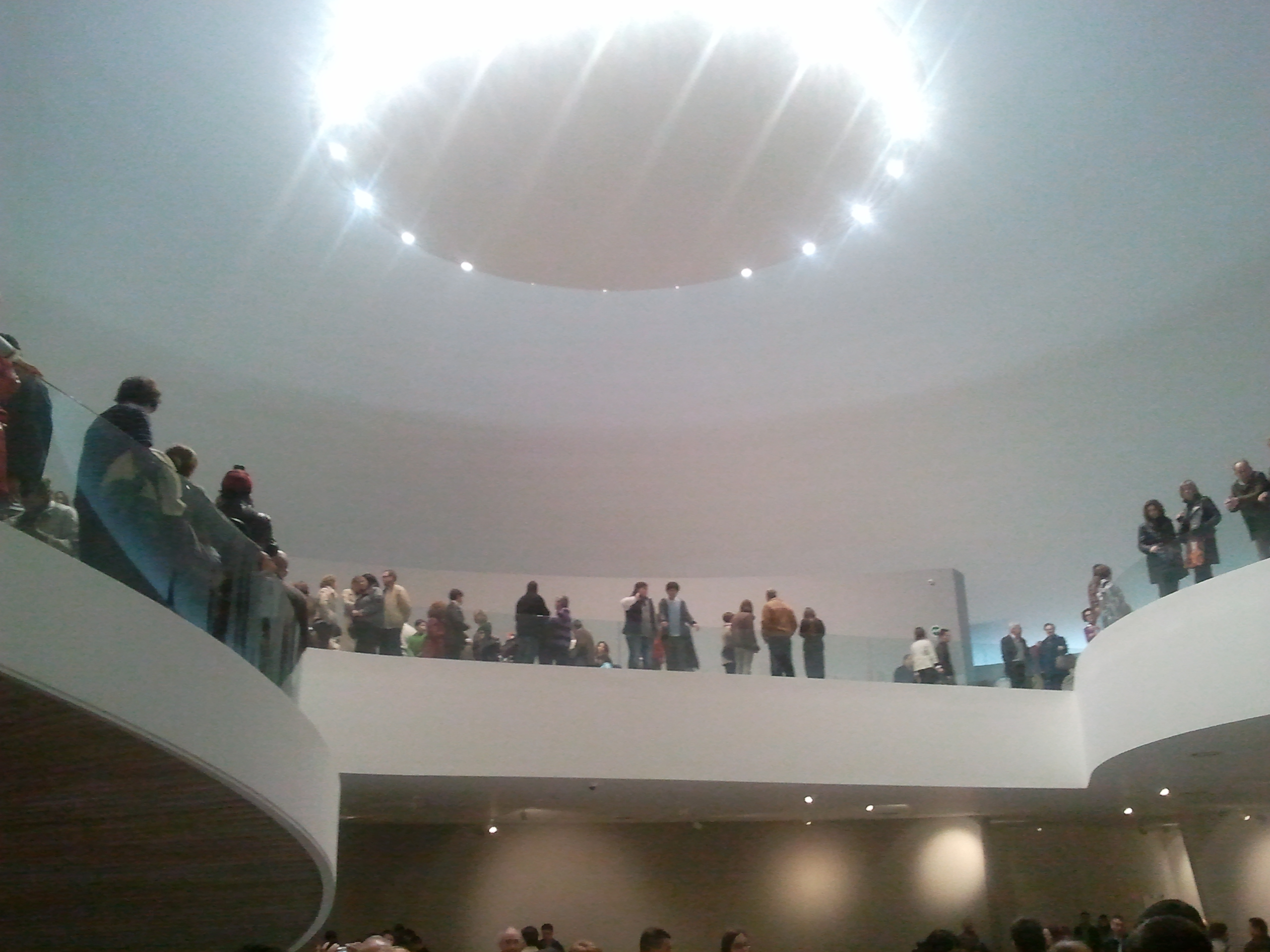
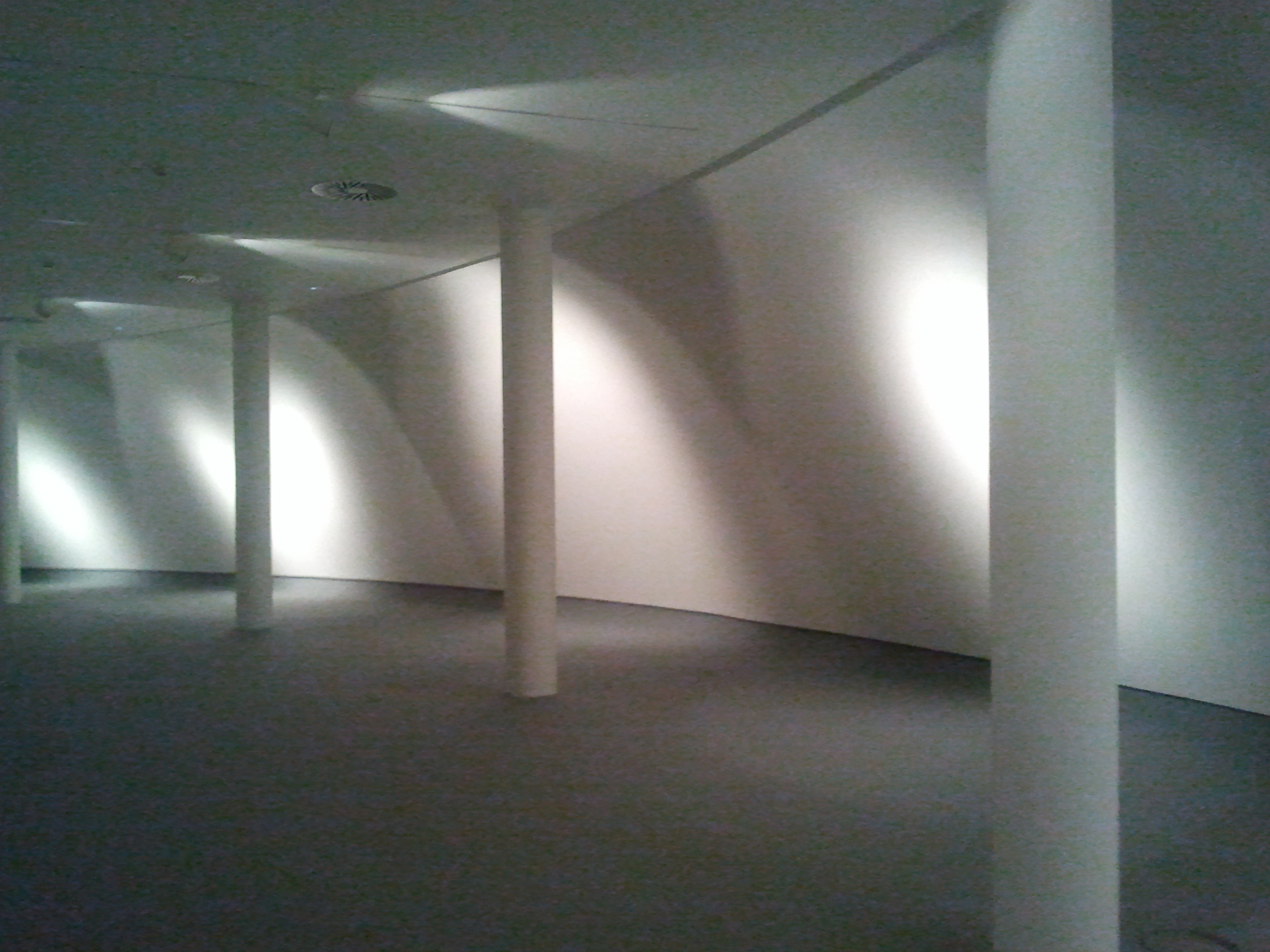
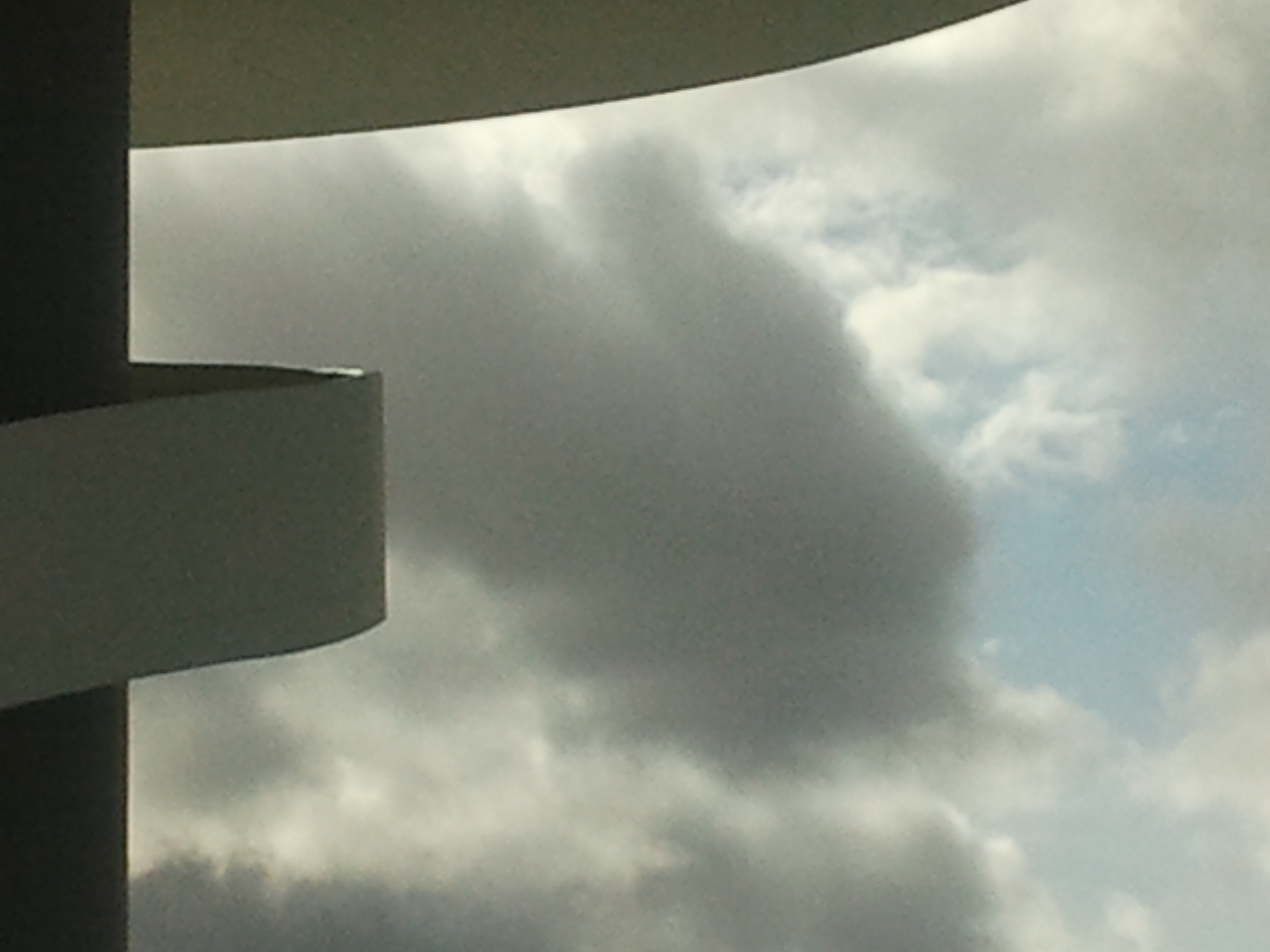

### Sources
- (es) Cet article est partiellement ou en totalité issu de l’article de Wikipédia en espagnol intitulé « Centro Niemeyer » (voir la liste des auteurs).